# Pseudophilautus stellatus
Pseudophilautus stellatus is een kikkersoort uit de familie schuimnestboomkikkers (Rhacophoridae). De soort werd voor het eerst (bondig) beschreven door Edward Frederick Kelaart in 1852-53; oorspronkelijk onder de naam Polypedates stellata. Kelaart beschreef een exemplaar afkomstig van Newera-Ellia in Ceylon.
De soort was lange tijd enkel gekend van dit holotype, dat verloren is gegaan, en ze werd als uitgestorven beschouwd. Maar in 2013 raakte bekend dat ze was herontdekt in het natuurreservaat Peak Wilderness (rond Adam's Peak) in het centraal heuvelland van Sri Lanka.
Beddomixalus · 
Chiromantis · 
Feihyla · 
Ghatixalus · 
Gracixalus · 
Kurixalus · 
Liuixalus · 
Mercurana · 
Nasutixalus · 
Nyctixalus · 
Philautus · 
Polypedates · 
Pseudophilautus · 
Raorchestes · 
Rhacophorus · 
Taruga · 
Theloderma